# 蒙塔尼 (卢瓦尔省)
蒙塔尼（法語：Montagny，法語發音：[mɔ̃taɲi]）是法国卢瓦尔省的一个市镇，位于该省东北部，属于罗阿讷区。

## 地理
蒙塔尼（46°1'58"N, 4°14'9"E）面积25.57 平方千米，位于法国奥弗涅-罗讷-阿尔卑斯大区卢瓦尔省，该省份为法国中南部省份，北起顺时针与索恩-卢瓦尔省、罗讷省、伊泽尔省、阿尔代什省、上盧瓦爾省、多姆山省和阿列省接壤。
与蒙塔尼接壤的市镇（或旧市镇、城区）包括：库图夫尔、蒂济莱布尔、孔布尔、拉格雷勒、佩勒、普拉迪讷、雷尼、兰河畔圣维克托。
蒙塔尼的时区为UTC+01:00、UTC+02:00（夏令时）。

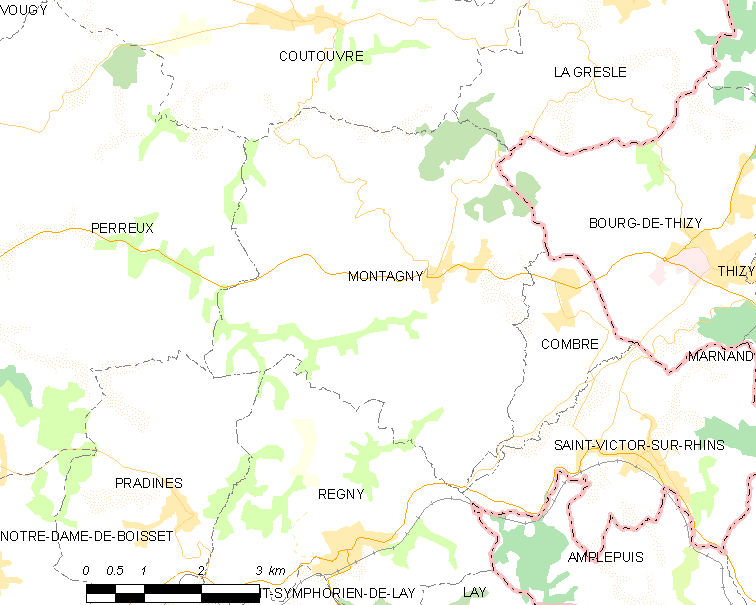
蒙塔尼的OSM定位图

## 行政
蒙塔尼的邮政编码为42840，INSEE市镇编码为42145。

## 政治
蒙塔尼所属的省级选区为沙尔略县。

## 人口

1962-2008年间蒙塔尼人口变化图示

蒙塔尼于2022年1月1日时的人口数量为1100人。